# Riama orcesi
Riama orcesi är en ödleart som beskrevs av  Kizirian 1995. Riama orcesi ingår i släktet Riama och familjen Gymnophthalmidae. Inga underarter finns listade i Catalogue of Life.